# Juan Antonio Flecha
Juan Antonio Flecha Giannoni (Junín, 17 september 1977) is een Spaans voormalig wielrenner.
Flecha kon goed uit de voeten in de klassiekers. Daarnaast toonde hij zich vaak als een aanvallende renner. Op zijn palmares staan onder andere een etappe in de Ronde van Frankrijk en podiumplaatsen in de kasseiklassiekers de Ronde van Vlaanderen en Parijs-Roubaix. In Nederland werd Flecha ook weleens Jan Anton Pijl genoemd, de Nederlandse vertaling van zijn gehele naam.

## Biografie
Flecha werd geboren in het Argentijnse Junín (nabij Buenos Aires), maar verhuisde op jonge leeftijd naar Spanje en kreeg de Spaanse nationaliteit. Hij werd prof in 2000 bij het kleine Fuenlabrada, waar hij al snel een goede renner bleek. Toen hij in zijn tweede profjaar onder meer etappes in de Ronde van Aragon en de Bicicleta Vasca won, kon een contract bij een grotere ploeg niet uitblijven. Flecha koos voor iBanesto.com. In 2002 zat hij nog zonder zeges, maar een jaar later kon Flecha een grote overwinning op zijn palmares opschrijven: een etappe in de Ronde van Frankrijk. Flecha kwam over de finish terwijl hij het gebaar maakte alsof hij een pijl schoot, refererende aan flecha, dat Spaans voor pijl is.
Flecha kon redelijk goed meekomen in de bergen, maar zijn specialiteit lag toch vooral in de klassiekers. Zijn overstap naar Fassa Bortolo in 2004 was dan ook een logische, want dit team concentreerde zich daar meer op. Het legde hem geen windeieren: in zijn eerste jaar bij de Fassa's won hij het Kampioenschap van Zürich en de Ronde van Lazio, werd tweede in een Tour-etappe en vijfde in het wereldbekerklassement.
In 2005 behaalde Flecha één zege, een etappe in de Ronde van Valencia, maar liet hij met een tweede plek in Gent-Wevelgem en een derde in Parijs-Roubaix zien iemand te zijn om rekening mee te houden.
In 2006 verwisselde Flecha Fassa Bortolo voor de Rabobankploeg. Hij behaalde verscheidene ereplaatsen, waaronder tweede plaatsen in de GP Ouest France-Plouay 2006, de Omloop het Volk 2007 en Parijs-Roubaix 2007 en derde in de Brabantse Pijl 2008 en de Ronde van Vlaanderen 2008. In augustus 2009 maakte Flecha bekend dat hij aan het einde van het seizoen de Raboploeg zou gaan verlaten. Vanaf 2010 kwam hij uit voor het Britse Team Sky. In 2010 won Flecha met de Omloop het Nieuwsblad zijn eerste klassieker.
In de negende etappe van de Ronde van Frankrijk 2011 was Flecha betrokken bij een valpartij. Een auto van de Franse televisie maakte een onverwachte zijdelingse beweging en raakte Flecha. Deze viel en nam Johnny Hoogerland, op dat moment virtueel drager van de bolletjestrui, mee in zijn val, Flecha had nog de meest genadige val, want Hoogerland werd naar de zijkant van de weg in het prikkeldraad geslingerd. Flecha en Hoogerland waren een jaar later ploeggenoten.
In 2013 verdedigde Flecha de kleuren van Vacansoleil-DCM, een Nederlandse ploeg. Op 7 oktober 2013 werd bekendgemaakt dat Flecha zou stoppen met koersen, nadat eerder zijn ploeg Vacansoleil-DCM al aangaf te zullen stoppen als wielerploeg.
In mei 2016 gaat Flecha voor Eurosport items rond wielerwedstrijden verzorgen. Zo verkent hij de etappes, de aankomst en beklimmingen van o.a. de Giro d'Italia en de Vuelta.

## Belangrijkste overwinningen
1999
- Eindklassement Vuelta a Toledo

2001
- 4e etappe Ronde van Aragon
- 3e etappe Euskal Bizikleta
- 1e en 2e etappe GP International Mitsubishi
- Eindklassement GP International Mitsubishi
- Puntenklassement GP International Mitsubishi

2003
- 11e etappe Ronde van Frankrijk

2004
- Kampioenschap van Zürich
- Ronde van Lazio

2005
- 4e etappe Ronde van Valencia

2008
- Eindklassement Circuit Franco-Belge

2010
- 1e etappe Ronde van Qatar (Ploegentijdrit) (met: Lars Petter Nordhaug, Russell Downing, Edvald Boasson Hagen, Kurt-Asle Arvesen, Bradley Wiggins, Ian Stannard en Geraint Thomas)
- Omloop Het Nieuwsblad

## Resultaten in voornaamste wedstrijden
| Jaar | Ronde van Italië | Ronde van Frankrijk | Ronde van Spanje |
| ---- | ---------------- | ------------------- | ---------------- |
| 2000 |                  |                     | 113e             |
| 2001 |                  |                     | 72e              |
| 2002 |                  |                     | 41e              |
| 2003 |                  | 104e (1)            |                  |
| 2004 |                  | 93e                 |                  |
| 2005 |                  | 73e                 | opgave           |
| 2006 |                  | 81e                 |                  |
| 2007 |                  | 85e                 |                  |
| 2008 |                  | buiten tijd         | 74e              |
| 2009 |                  | 102e                |                  |
| 2010 |                  | 89e                 | opgave           |
| 2011 |                  | 98e                 |                  |
| 2012 | 36e              |                     | 98e              |
| 2013 |                  | 93e                 | 44e              |

| Jaar | Milaan-San Remo | Gent-Wevelgem | Ronde van Vlaanderen | Parijs-Roubaix | Amstel Gold Race | Luik-Bast.‑Luik | Ronde van Lombardije | Omloop Het Nieuwsblad | Parijs-Brussel | Kuurne-Brussel-Kuurne |  | WK op de weg |  | Wereldranglijsten |
| ---- | --------------- | ------------- | -------------------- | -------------- | ---------------- | --------------- | -------------------- | --------------------- | -------------- | --------------------- |  | ------------ |  | ----------------- |
| 2000 |                 |               |                      |                |                  |                 |                      |                       |                |                       |  |              |  |                   |
| 2001 |                 |               |                      |                |                  |                 |                      |                       |                |                       |  |              |  |                   |
| 2002 | 34e             |               | 43e                  |                | 23e              | 40e             | 38e                  |                       |                |                       |  |              |  | 46e (UWB)         |
| 2003 | 64e             | 23e           | 34e                  | 25e            | 111e             | 81e             | 18e                  |                       |                |                       |  |              |  |                   |
| 2004 |                 | 7e            | 12e                  | 13e            | 69e              | 112e            |                      |                       | 15e            | 7e                    |  | 69e          |  |                   |
| 2005 |                 | ↑             | 12e                  | ↑              |                  |                 |                      |                       |                |                       |  | 56e          |  | 31e (UPT)         |
| 2006 | 40e             | 34e           | 12e                  | 4e             |                  | 85e             |                      |                       |                |                       |  |              |  | 31e (UPT)         |
| 2007 | 39e             | 16e           | 52e                  | ↑              | 117e             |                 |                      | ↑                     | 44e            | 30e                   |  |              |  | 53e (UPT)         |
| 2008 | 41e             | 69e           | ↑                    | 12e            | 94e              |                 |                      |                       |                | 14e                   |  |              |  | 37e (UPT)         |
| 2009 | 29e             | 73e           | 30e                  | 6e             |                  |                 |                      | ↑                     | 68e            | 10e                   |  |              |  | 59e (UWK)         |
| 2010 | 18e             |               | 34e                  | ↑              |                  |                 |                      | ↑                     |                |                       |  |              |  | 71e (UWK)         |
| 2011 | 76e             | 33e           | 11e                  | 9e             |                  |                 |                      | ↑                     |                | 82e                   |  | 95e          |  | 147e (UWT)        |
| 2012 |                 |               | 20e                  | 4e             |                  |                 |                      | ↑                     |                | 89e                   |  | 81e          |  | 72e (UWT)         |
| 2013 | 72e             | 5e            | 21e                  | 8e             |                  |                 |                      | 89e                   |                |                       |  |              |  |                   |